# Седан (ядерне випробування)
Сторакс Седан (англ. Storax Sedan) — підземне ядерне випробування, проведене 6 липня 1962 року на Полігоні в штаті Невада в рамках операції «Плаушер» (Леміш) (англ. Operation Plowshare) — програми для вивчення використання ядерної зброї для видобування корисних копалин, утворення кратерів та інших мирних цілей. Кратер Седан, що утворився в процесі випробування — найбільша вирва (штучний кратер) в США, і входить в Національний реєстр історичних місць США.

## Ефекти

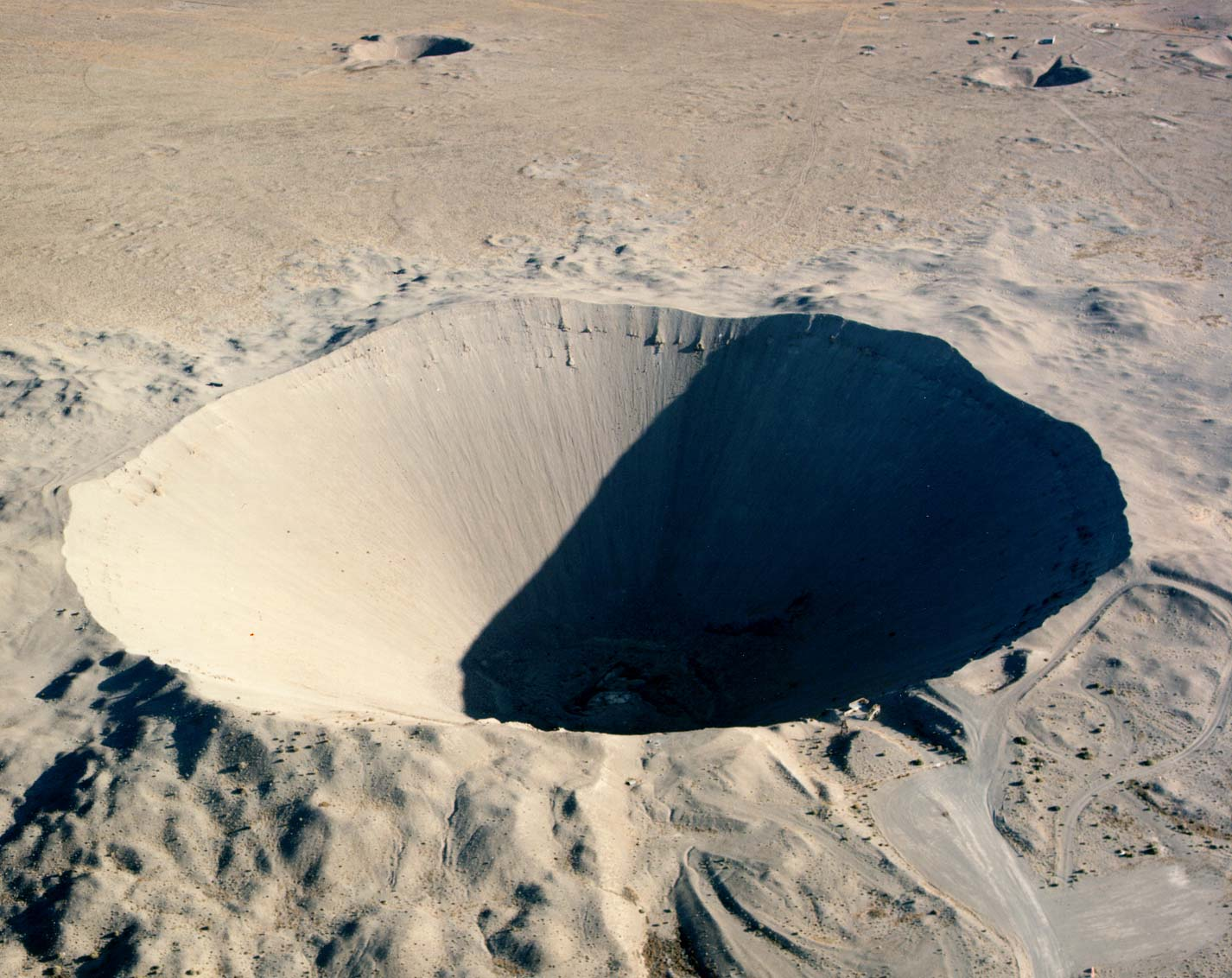
Кратер Седан

Терміни випробувань були встановлені ще протягом фінансового року операції «Сторакс», але Седан фактично був функціональною частиною операції «Плаушер», а протокол випробувань був спонсорований та проведений Національною лабораторією Лоуренса Лівермора з мінімальною участю Міністерства оборони США.
Заряд «Седан» являв собою термоядерний пристрій з наступним розподілом виходу енергії: від ділення менш ніж на 30 % і від реакцій термоядерного синтезу близько 70 %. Вибуховий пристрій було опущено в пробурену на глибину 194 м (636 футів) свердловину. Вибух мав потужність, еквівалентну 104 кілотонн тротилу (435 тераджоулей), і підняв купол землі в 90 м над пустелею. При цьому було викинуто більш ніж 11 мільйонів тонн ґрунту. В результаті вибуху утворився кратер глибиною 100 м і діаметром близько 390 м. Вибух викликав сейсмічну хвилю, еквівалентну землетрусу магнітудою 4,75. Рівень радіації на краю кратера через 1 годину після вибуху становив 500 рентген на годину, але через 27 днів знизився до 500 мР/год, а через 167 днів на дні кратера було 35 мР/год. До 1990 році рівень радіації знизився до 53 мкР/год .

## Наслідки
Після вибуху утворилася радіоактивна хмара, яка розділилася надвоє. Дочірні хмари піднялися до висоти 3,0 км і 4,9 км кожна. Обидва шлейфи попрямували на північний схід та на схід приблизно паралельними шляхами у бік Атлантичного океану. Випадання радіоактивних опадів, що мало місце по шляху, відбулося у відносно невеликій кількості регіонів Сполучених Штатів. Виявлена радіоактивність була особливо високою у восьми графствах в штаті Айова і по одному в кожному з графств штатів Небраска, Південна Дакота й Іллінойс.
З усіх ядерних випробувань, проведених у США, «Седан» займає перше місце по загальній активності випадання радіонуклідів. Підраховано, що він сприяв викиду трохи менше 7 % загальної кількості радіації, яка впала на населення США при всіх ядерних випробуваннях на полігоні штату Невада.

## Висновки
Метою проекту вибуху «Седан» проекту «Леміш» служило визначення можливості та доцільності використання ядерних вибухів для швидкого та економічного вилучення великих обсягів землі та гірських порід. Пропонувалося, що це знайде застосування в створенні гаваней, каналів, кар'єрів, залізниць і шосе і будівництві дамб. Оцінка впливу випробування «Седан» показала, що радіоактивні опади від такого застосування будуть величезні. Стурбованість громадськості з приводу наслідків для здоров'я і відсутність політичної підтримки в кінцевому підсумку призвело до відмови від концепції. Більше такі випробування в США не проводилися.